# شینسنگومی (فیلم ۱۹۶۹)
شینسنگومی (به ژاپنی: 新撰組) فیلمی به کارگردانی ساواشیما تاداشی است که در سال ۱۹۶۹ اکران شد. از بازیگران آن می‌توان به توشیرو میفونه، کیجو کوبایاشی، رنتارو میکونی، یوکو تسوکاسا و کینیا کیتااوجی اشاره کرد.